# Filmjahr 1952
Liste der Filmjahre

◄◄ | ◄ | 1948 | 1949 | 1950 | 1951 | Filmjahr 1952 | 1953 | 1954 | 1955 | 1956 | ► | ►►

Weitere Ereignisse

## Ereignisse
- 18. September: Charlie Chaplin verlässt die USA zu einer Europareise und darf auf Betreiben J. Edgar Hoovers nicht wieder einreisen.

## Erfolgreichste Filme

### Top 10 in den USA
Die zehn erfolgreichsten Filme an den US-amerikanischen Kinokassen nach Einspielergebnis.
| Platz | Filmtitel                  | Einspielergebnis in US-Dollar |       |
| ----- | -------------------------- | ----------------------------- | ----- |
| 1.    | The Greatest Show on Earth | 12.800.000                    | [ 1 ] |
| 2.    | This Is Cinerama           | 12.500.000                    | [ 1 ] |
| 3.    | The Snows of Kilimanjaro   | 6.500.000                     | [ 1 ] |
| 4.    | Hans Christian Andersen    | 6.000.000                     | [ 1 ] |
| 5.    | Ivanhoe                    | 5.810.000                     | [ 2 ] |
| 6.    | Sailor Beware              | 4.300.000                     | [ 3 ] |
| 7.    | Moulin Rouge               | 4.252.000                     | [ 4 ] |
| 8.    | Jumping Jacks              | 4.000.000                     | [ 3 ] |
| 9.    | The Quiet Man              | 3.800.000                     | [ 4 ] |
| 10.   | Come Back, Little Sheba    | 3.500.000                     | [ 5 ] |

### In anderen Staaten
| Land                   | Filmtitel                            | Besucher oder Einspielergebnis |        |
| ---------------------- | ------------------------------------ | ------------------------------ | ------ |
| Frankreich             | Le petit monde de Don Camillo        | 12.791.168 Bes.                | [ 6 ]  |
| Indien                 | Aan                                  | 28 Millionen ₹                 | [ 7 ]  |
| Italien                | Le petit monde de Don Camillo        | 13.215.653 Bes.                | [ 8 ]  |
| Japan                  | Himeyuri no tô (Der Turm der Lilien) | 176.590.000 Yen                | [ 9 ]  |
| Sowjetunion            | Tarzan the Ape Man                   | 42.900.000 Bes.                | [ 10 ] |
| Vereinigtes Königreich | The Greatest Show on Earth           | 13.000.000 Bes.                | [ 11 ] |

## Filmpreise

### Golden Globe Award
Am 21. Februar werden im Ciro’s in Los Angeles die Golden Globe verliehen:
- Bestes Drama: Ein Platz an der Sonne (A Place in the Sun) von George Stevens
- Bestes Musical: Ein Amerikaner in Paris (An American in Paris) von Vincente Minnelli
- Bester Schauspieler (Drama): Fredric March in Der Tod eines Handlungsreisenden (Death of a Salesman)
- Beste Schauspielerin (Drama): Jane Wyman in Das Herz einer Mutter (The Blue Veil)
- Bester Schauspieler (Musical/Komödie): Danny Kaye in An der Riviera (On the Riviera)
- Beste Schauspielerin (Musical/Komödie): June Allyson in Zu jung zum Küssen (Too Young to Kiss)
- Bester Nebendarsteller: Peter Ustinov in Quo Vadis
- Beste Nebendarstellerin: Kim Hunter in Endstation Sehnsucht (A Streetcar Named Desire)
- Bester Regisseur: László Benedek für Der Tod eines Handlungsreisenden (Death of a Salesman)
- Cecil B. deMille Award: Cecil B. DeMille

### Academy Awards
Die Oscarverleihung findet am 20. März im RKO Pantages Theatre in Los Angeles statt. Moderator ist Danny Kaye.
- Bester Film: Ein Amerikaner in Paris von Vincente Minnelli
- Bester Hauptdarsteller: Humphrey Bogart in African Queen
- Beste Hauptdarstellerin: Vivien Leigh in Endstation Sehnsucht
- Bester Regisseur: George Stevens für Ein Platz an der Sonne
- Bester Nebendarsteller: Karl Malden in Endstation Sehnsucht
- Beste Nebendarstellerin: Kim Hunter in Endstation Sehnsucht
- Bestes Drehbuch: Alan Jay Lerner für Ein Amerikaner in Paris
- Beste Musik: Franz Waxman für Ein Platz an der Sonne
- Irving G. Thalberg Memorial Award: Arthur Freed

Vollständige Liste der Preisträger

### Internationale Filmfestspiele von Venedig
Das Festival in Venedig findet vom 20. August bis zum 12. September statt. Die Jury wählt folgende Preisträger aus:
- Goldener Löwe: Verbotene Spiele (Jeux interdits) von René Clément
- Bester Darsteller: Fredric March in Der Tod eines Handlungsreisenden (Death of a Salesman)
- Spezialpreis der Jury: Alexander Mackendrick für Mandy

### Internationale Filmfestspiele von Cannes 1952
Das Festival in Cannes findet vom 23. April bis zum 10. Mai statt. Die Jury vergibt folgende Preise:
- Großer Preis der Jury: Due soldi di speranza von Renato Castellani und Othello von Orson Welles
- Bester Schauspieler: Marlon Brando in Viva Zapata!
- Beste Schauspielerin: Lee Grant in Polizeirevier 21
- Bester Regisseur: Christian Jacque für Fanfan, der Husar

### Deutscher Filmpreis
- Bester Film: Die Schuld des Dr. Homma von Paul Verhoeven

### New York Film Critics Circle Award
- Bester Film: Zwölf Uhr mittags von Fred Zinnemann
- Beste Regie: Fred Zinnemann für Zwölf Uhr mittags
- Bester Hauptdarsteller: Ralph Richardson in Der unbekannte Feind
- Beste Hauptdarstellerin: Shirley Booth in Kehr zurück, kleine Sheba
- Bester ausländischer Film: Verbotene Spiele von René Clément

### National Board of Review
- Bester Film: Der Sieger von John Ford
- Beste Regie: David Lean für Der unbekannte Feind
- Bester Hauptdarsteller: Ralph Richardson in Der unbekannte Feind
- Beste Hauptdarstellerin: Shirley Booth in Kehr zurück, kleine Sheba
- Bester ausländischer Film: Der unbekannte Feind von David Lean

### Weitere Filmpreise und Auszeichnungen
- Directors Guild of America Award: George Stevens für Ein Platz an der Sonne, Louis B. Mayer (Lebenswerk)
- British Film Academy Award: Der Reigen von Max Ophüls
- Louis-Delluc-Preis: Der scharlachrote Vorhang von Alexandre Astruc
- Photoplay Award: Mit einem Lied im Herzen von Walter Lang (Bester Film), Gary Cooper (populärster männlicher Star), Susan Hayward (populärster weiblicher Star)
- Writers Guild of America Award: Ein Amerikaner in Paris (Bestes Musical), Ein Platz an der Sonne (Bestes Drama), Ein Geschenk des Himmels (Beste Komödie), Die Hölle von Korea (Beste Low-Budget Produktion)

## Geburtstage

### Januar bis März
Januar
- 01. Januar: Stephanie Faracy, US-amerikanische Schauspielerin
- 03. Januar: Adelheid Arndt, deutsche Schauspielerin
- 06. Januar: Frank Sivero, US-amerikanischer Schauspieler
- 11. Januar: Bille Brown, australischer Schauspieler († 2013)
- 17. Januar: Kevin Reynolds, US-amerikanischer Regisseur und Drehbuchautor
- 17. Januar: Ryūichi Sakamoto, japanischer Komponist († 2023)
- 26. Januar: Mimi Leder, US-amerikanische Regisseurin

Februar
- 04. Februar: Lisa Eichhorn, US-amerikanische Schauspielerin
- 12. Februar: Simon MacCorkindale, britischer Schauspieler und Filmemacher († 2010)
- 19. Februar: Christiane Reiff, deutsche Schauspielerin
- 29. Februar: Pierre Blaise, französischer Schauspieler

März
- 02. März: Laraine Newman, US-amerikanische Schauspielerin
- 08. März: Sandy King, US-amerikanische Produzentin
- 13. März: Marcel Werner, deutscher Schauspieler († 1986)
- 18. März: Dennis Chun, US-amerikanischer Schauspieler
- 23. März: Franziska Walser, deutsche Schauspielerin
- 27. März: Maria Schneider, französische Schauspielerin († 2011)
- 30. März: Stuart Dryburgh, britischer Kameramann
- 30. März: Klaus Pohl, deutscher Dramatiker und Schauspieler

### April bis Juni
April

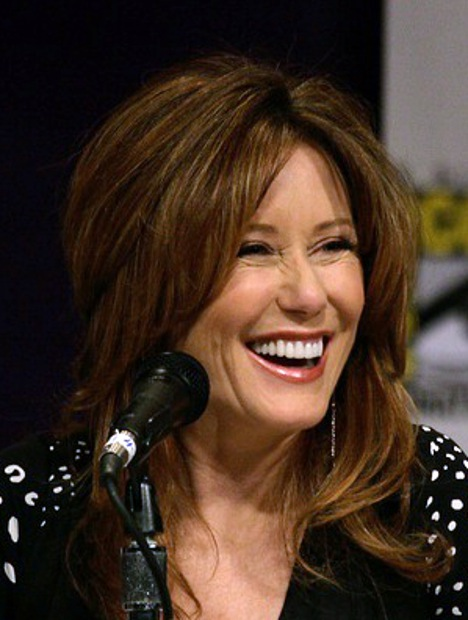
Mary McDonnell (* 28. April)

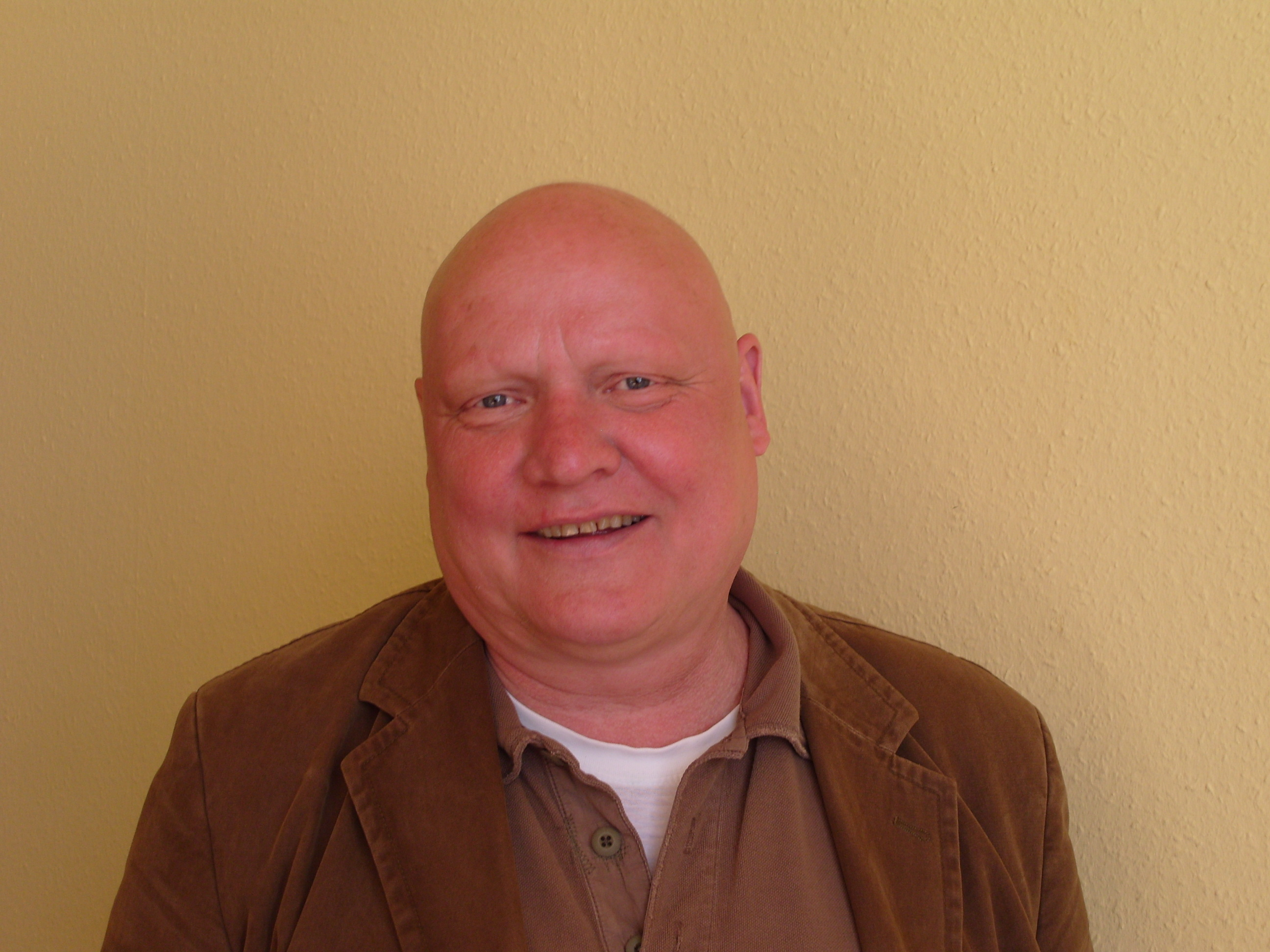
Detlef Bierstedt (* 10. Juni)

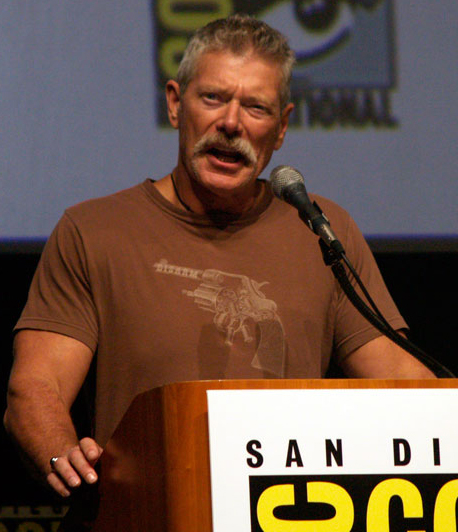
Stephen Lang (* 11. Juni)

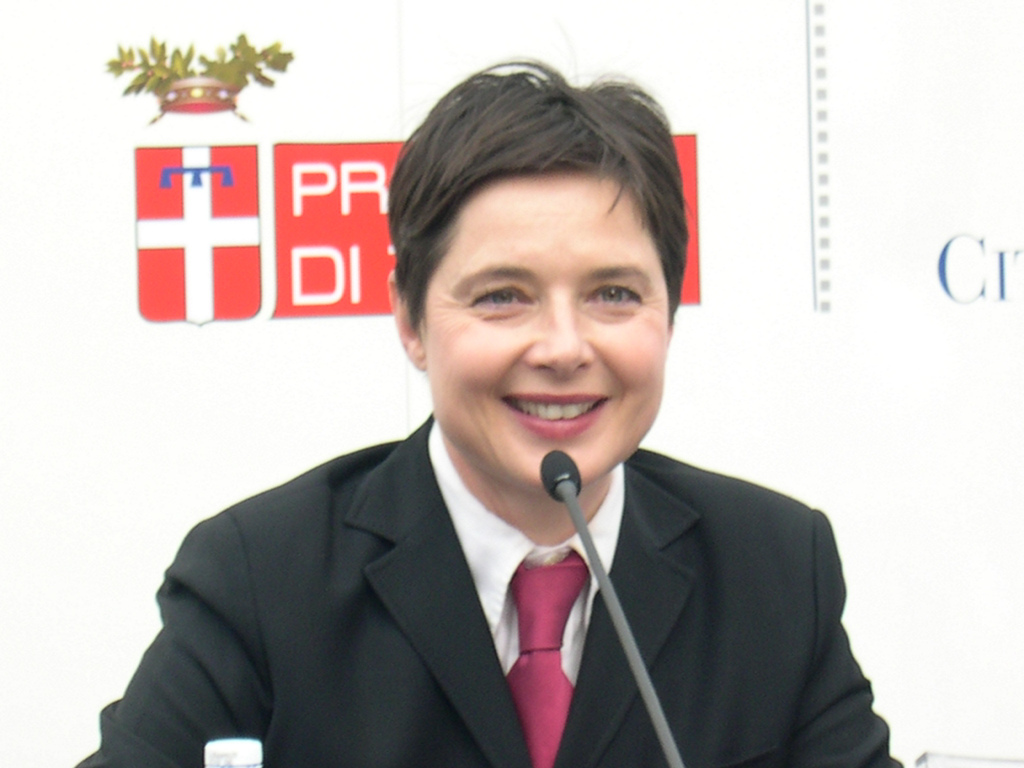
Isabella Rossellini (* 18. Juni)

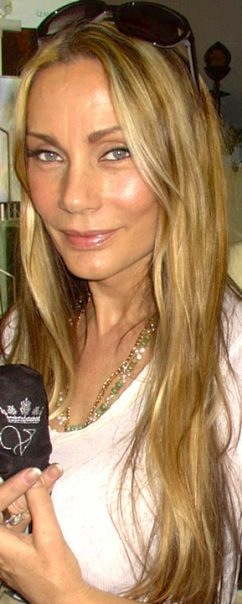
Virginia Hey (* 19. Juni)

- 01. April: Annette O’Toole, US-amerikanische Schauspielerin
- 05. April: Mitch Pileggi, US-amerikanischer Schauspieler
- 06. April: Marilu Henner, US-amerikanische Schauspielerin
- 09. April: Ted Tally, US-amerikanischer Drehbuchautor
- 13. April: Erick Avari, indischer Schauspieler
- 15. April: Sam McMurray, US-amerikanischer Schauspieler
- 15. April: Glenn Shadix, US-amerikanischer Schauspieler († 2010)
- 16. April: Michel Blanc, französischer Schauspieler († 2024)
- 17. April: Joe Alaskey, US-amerikanischer Schauspieler und Synchronsprecher († 2016)
- 17. April: Robert Gliński, polnischer Regisseur
- 22. April: François Berléand, französischer Schauspieler
- 28. April: Mary McDonnell, US-amerikanische Schauspielerin
- 29. April: Nora Dunn, US-amerikanische Schauspielerin
- 30. April: Jacques Audiard, französischer Regisseur und Drehbuchautor

Mai
- 02. Mai: Christine Baranski, US-amerikanische Schauspielerin
- 02. Mai: Pat Cardi, US-amerikanischer Schauspieler
- 02. Mai: Christopher Doyle, australischer Kameramann
- 06. Mai: Christian Clavier, französischer Schauspieler
- 06. Mai: Gregg Henry, US-amerikanischer Schauspieler
- 06. Mai: Michael O’Hare, US-amerikanischer Schauspieler
- 06. Mai: Alexander Radszun, deutscher Schauspieler
- 08. Mai: Matti Geschonneck, deutscher Regisseur
- 11. Mai: Shohreh Aghdashloo, iranische Schauspielerin
- 11. Mai: Frances Fisher, britische Schauspielerin
- 14. Mai: Robert Zemeckis, US-amerikanischer Regisseur und Produzent
- 15. Mai: Chazz Palminteri, US-amerikanischer Schauspieler
- 21. Mai: Mr. T, US-amerikanischer Schauspieler
- 23. Mai: Deborah Adair, US-amerikanische Schauspielerin
- 24. Mai: Sybil Danning, österreichische Schauspielerin

Juni
- 05. Juni: Connie Chiume, südafrikanische Filmschauspielerin († 2024)
- 06. Juni: Harvey Fierstein, US-amerikanischer Schauspieler
- 07. Juni: Liam Neeson, britischer Schauspieler
- 10. Juni: Detlef Bierstedt, deutscher Schauspieler und Synchronsprecher
- 11. Juni: Stephen Lang, US-amerikanischer Schauspieler
- 13. Juni: Erika Deutinger, österreichische Schauspielerin
- 15. Juni: John Toll, US-amerikanischer Kameramann
- 17. Juni: Étienne Chatiliez, französischer Regisseur
- 18. Juni: Carol Kane, US-amerikanische Schauspielerin
- 18. Juni: Judd Parkin, US-amerikanischer Produzent und Drehbuchautor
- 18. Juni: Isabella Rossellini, italienische Schauspielerin
- 19. Juni: Virginia Hey, australische Schauspielerin
- 19. Juni: Bill Pope, US-amerikanischer Kameramann
- 20. Juni: John Goodman, US-amerikanischer Schauspieler
- 20. Juni: Mabel Rivera, spanische Schauspielerin
- 22. Juni: Graham Greene, kanadischer Schauspieler
- 26. Juni: Enrico Ghezzi, italienischer Filmkritiker
- 27. Juni: Bogusław Linda, polnischer Schauspieler
- 27. Juni: Rita Russek, deutsche Schauspielerin und Regisseurin
- 28. Juni: Gianfranco Giagni, italienischer Regisseur
- 30. Juni: David Garrison, US-amerikanischer Schauspieler

### Juli bis September
Juli

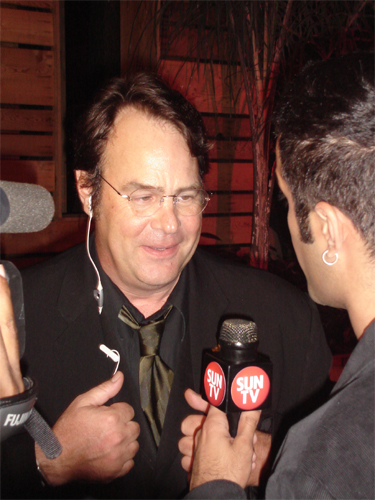
Dan Aykroyd (* 1. Juli)

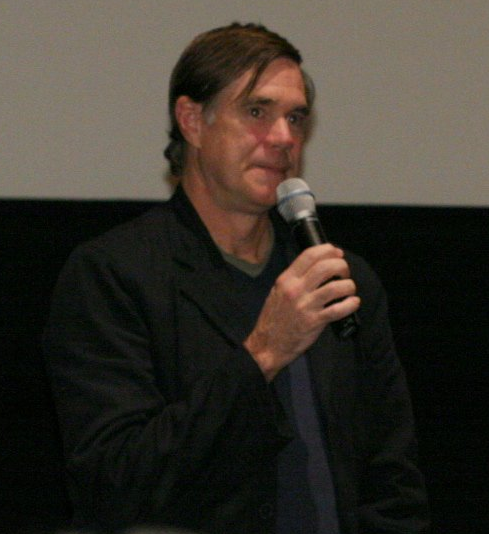
Gus Van Sant (* 24. Juli)

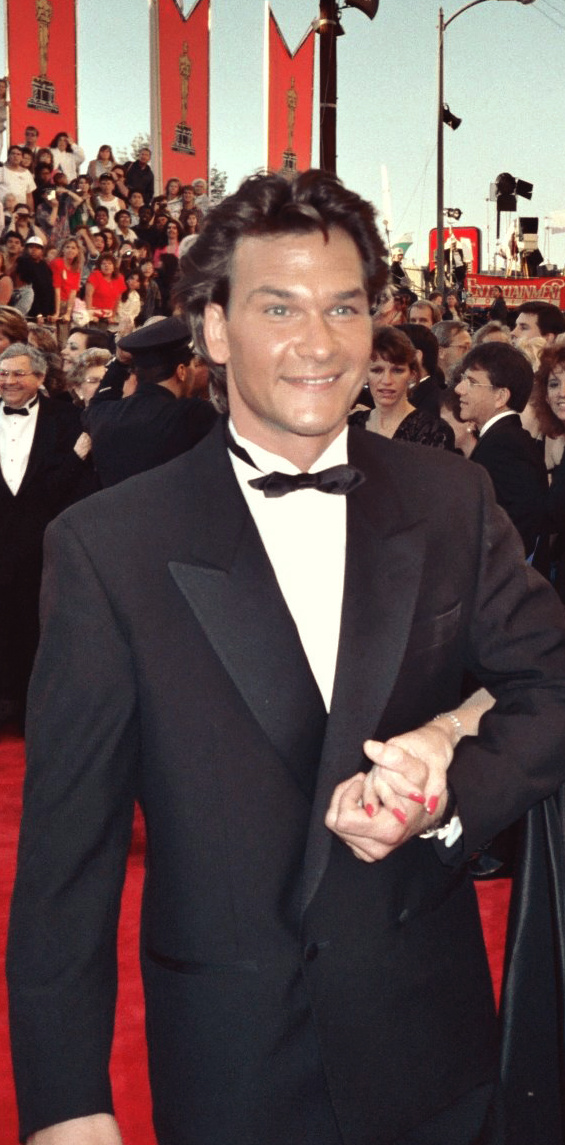
Patrick Swayze (* 18. August)

- 01. Juli: Dan Aykroyd, kanadischer Schauspieler
- 03. Juli: Rick Ducommun, kanadischer Schauspieler († 2015)
- 06. Juli: Shelley Hack, US-amerikanische Schauspielerin
- 10. Juli: Michael Schottenberg, österreichischer Schauspieler
- 11. Juli: Timo Salminen, finnischer Kameramann
- 14. Juli: Joel Silver, US-amerikanischer Produzent
- 15. Juli: Daniel Mesguich, französischer Schauspieler
- 15. Juli: Terry O’Quinn, US-amerikanischer Schauspieler
- 17. Juli: David Hasselhoff, US-amerikanischer Schauspieler
- 24. Juli: Gus Van Sant, US-amerikanischer Regisseur
- 27. Juli: Roxanne Hart, US-amerikanische Schauspielerin
- 28. Juli: Bruno Garbuglia, italienischer Drehbuchautor († 2011)
- 29. Juli: Wendy Hughes, australische Schauspielerin

August
- 06. August: Brian Levant, US-amerikanischer Regisseur und Drehbuchautor
- 06. August: Chuck Russell, US-amerikanischer Regisseur
- 07. August: Caroline Aaron, US-amerikanische Schauspielerin
- 07. August: Holmes Osborne, US-amerikanischer Schauspieler
- 10. August: Daniel Hugh-Kelly, US-amerikanischer Schauspieler
- 10. August: Diane Venora, US-amerikanische Schauspielerin
- 11. August: Tabea Blumenschein, deutsche Schauspielerin († 2020)
- 12. August: Ronald Guttman, belgischer Schauspieler
- 12. August: Chen Kaige, chinesischer Regisseur
- 14. August: Carl Lumbly, US-amerikanischer Schauspieler
- 14. August: Alex van Warmerdam, niederländischer Regisseur
- 16. August: Reginald VelJohnson, US-amerikanischer Schauspieler
- 18. August: Patrick Swayze, US-amerikanischer Schauspieler († 2009)
- 19. August: Jonathan Frakes, US-amerikanischer Schauspieler und Regisseur
- 27. August: Paul Reubens, US-amerikanischer Schauspieler († 2023)
- 29. August: Deborah Van Valkenburgh, US-amerikanische Schauspielerin

September
- 06. September: Dominik Graf, deutscher Regisseur
- 07. September: Susan Blakely, US-amerikanische Schauspielerin
- 08. September: David R. Ellis, US-amerikanischer Regisseur, Stuntman und Schauspieler († 2013)
- 09. September: Angela Cartwright, britische Schauspielerin
- 13. September: Christine Estabrook, US-amerikanische Schauspielerin
- 16. September: Andrew Horn, US-amerikanischer Regisseur
- 16. September: Mickey Rourke, US-amerikanischer Schauspieler
- 25. September: Tommy Norden, US-amerikanischer Kinderdarsteller
- 25. September: Christopher Reeve, US-amerikanischer Schauspieler († 2004)
- 28. September: Sylvia Kristel, niederländische Schauspielerin
- 30. September: John Finn, US-amerikanischer Schauspieler
- 30. September: Al Leong, US-amerikanischer Schauspieler

### Oktober bis Dezember
Oktober

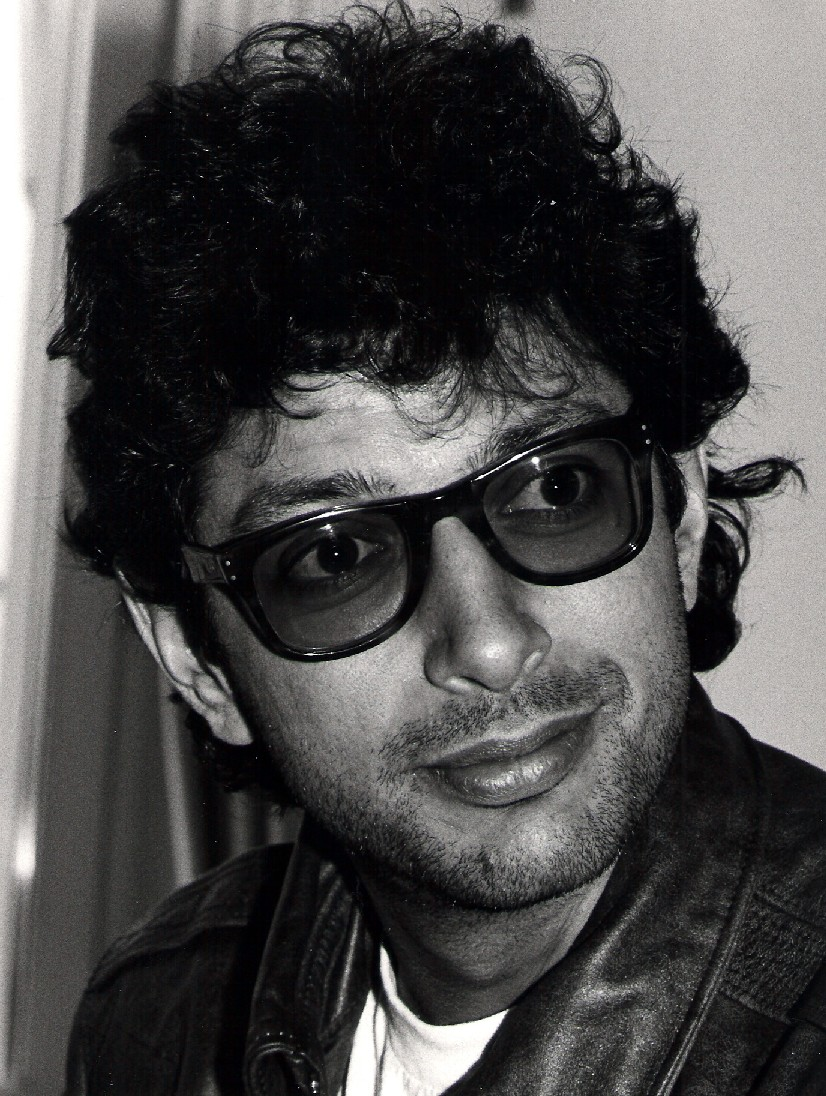
Jeff Goldblum (* 22. Oktober)

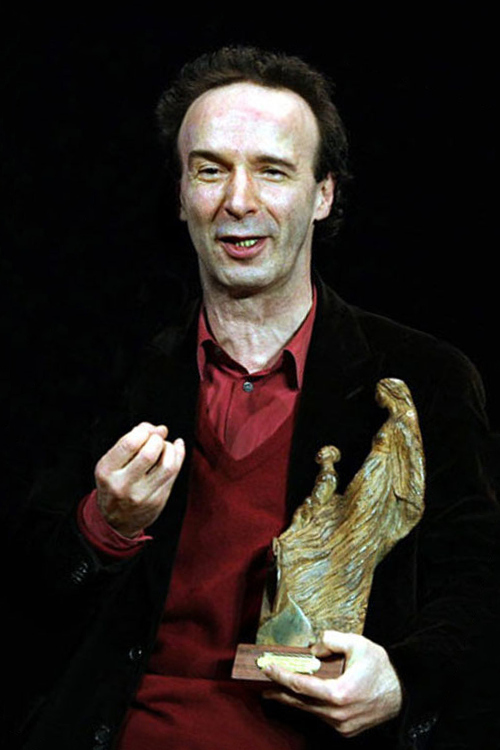
Roberto Benigni (* 27. Oktober)

- 03. Oktober: Steve Tracy, US-amerikanischer Schauspieler († 1986)
- 04. Oktober: Antonello Fassari, italienischer Schauspieler und Regisseur († 2025)
- 05. Oktober: Hermes Phettberg, österreichischer Künstler, Schauspieler, Autor und Talkmaster († 2024)
- 07. Oktober: Mary Badham, US-amerikanische Schauspielerin
- 13. Oktober: John Lone, chinesisch-amerikanischer Schauspieler
- 18. Oktober: Chuck Lorre, US-amerikanischer Produzent und Drehbuchautor
- 19. Oktober: Verónica Castro, mexikanische Schauspielerin, Sängerin und Moderatorin
- 20. Oktober: Melanie Mayron, US-amerikanische Schauspielerin
- 22. Oktober: Jeff Goldblum, US-amerikanischer Schauspieler
- 27. Oktober: Roberto Benigni, italienischer Schauspieler und Regisseur
- 28. Oktober: Annie Potts, US-amerikanische Schauspielerin
- 31. Oktober: Jane Wymark, britische Schauspielerin

November
- 03. November: Roseanne Barr, US-amerikanische Schauspielerin
- 03. November: Jim Cummings, US-amerikanischer Synchronsprecher
- 06. November: Michael Cunningham, US-amerikanischer Drehbuchautor
- 08. November: Alfre Woodard, US-amerikanische Schauspielerin
- 14. November: Chris Noonan, australischer Regisseur
- 14. November: Maggie Roswell, US-amerikanische Schauspielerin
- 18. November: Delroy Lindo, US-amerikanischer Schauspieler
- 18. November: Hardy Rawls, US-amerikanischer Schauspieler
- 20. November: Elliot Tyson, US-amerikanischer Tontechniker
- 24. November: Rachel Chagall, US-amerikanische Schauspielerin
- 24. November: Thierry Lhermitte, französischer Schauspieler
- 24. November: Ilja Richter, deutscher Schauspieler
- 24. November: Ulrich Seidl, österreichischer Regisseur
- 29. November: Jeff Fahey, US-amerikanischer Schauspieler
- 30. November: Mandy Patinkin, US-amerikanischer Schauspieler

Dezember
- 01. Dezember: Stephen Poliakoff, britischer Regisseur und Drehbuchautor
- 03. Dezember: Mel Smith, britischer Regisseur und Schauspieler († 2013)
- 03. Dezember: Keith Szarabajka, US-amerikanischer Schauspieler
- 05. Dezember: Georg Schuchter, österreichischer Schauspieler († 2001)
- 05. Dezember: Walter Sittler, US-amerikanisch-deutscher Schauspieler und Filmproduzent
- 09. Dezember: Michael Dorn, US-amerikanischer Schauspieler
- 09. Dezember: Robert Winley, US-amerikanischer Schauspieler († 2001)
- 10. Dezember: Susan Dey, US-amerikanische Schauspielerin
- 11. Dezember: Susan Seidelman, US-amerikanische Regisseurin
- 12. Dezember: Sarah Douglas, britische Schauspielerin
- 14. Dezember: John Lurie, US-amerikanischer Schauspieler und Komponist
- 15. Dezember: Julie Taymor, US-amerikanische Regisseurin
- 17. Dezember: Charlotte Schwab, Schweizer Schauspielerin
- 18. Dezember: Krystyna Janda, polnische Schauspielerin
- 20. Dezember: Jenny Agutter, britische Schauspielerin
- 20. Dezember: Terry George, nordirischer Regisseur
- 23. Dezember: Helen Schneider, US-amerikanische Sängerin und Schauspielerin
- 27. Dezember: Tovah Feldshuh, US-amerikanische Schauspielerin

### Tag unbekannt
- Rick Carter, US-amerikanischer Szenenbildner und Artdirector
- Peter Pagel, deutscher Schauspieler

## Verstorbene

### Januar bis Juni

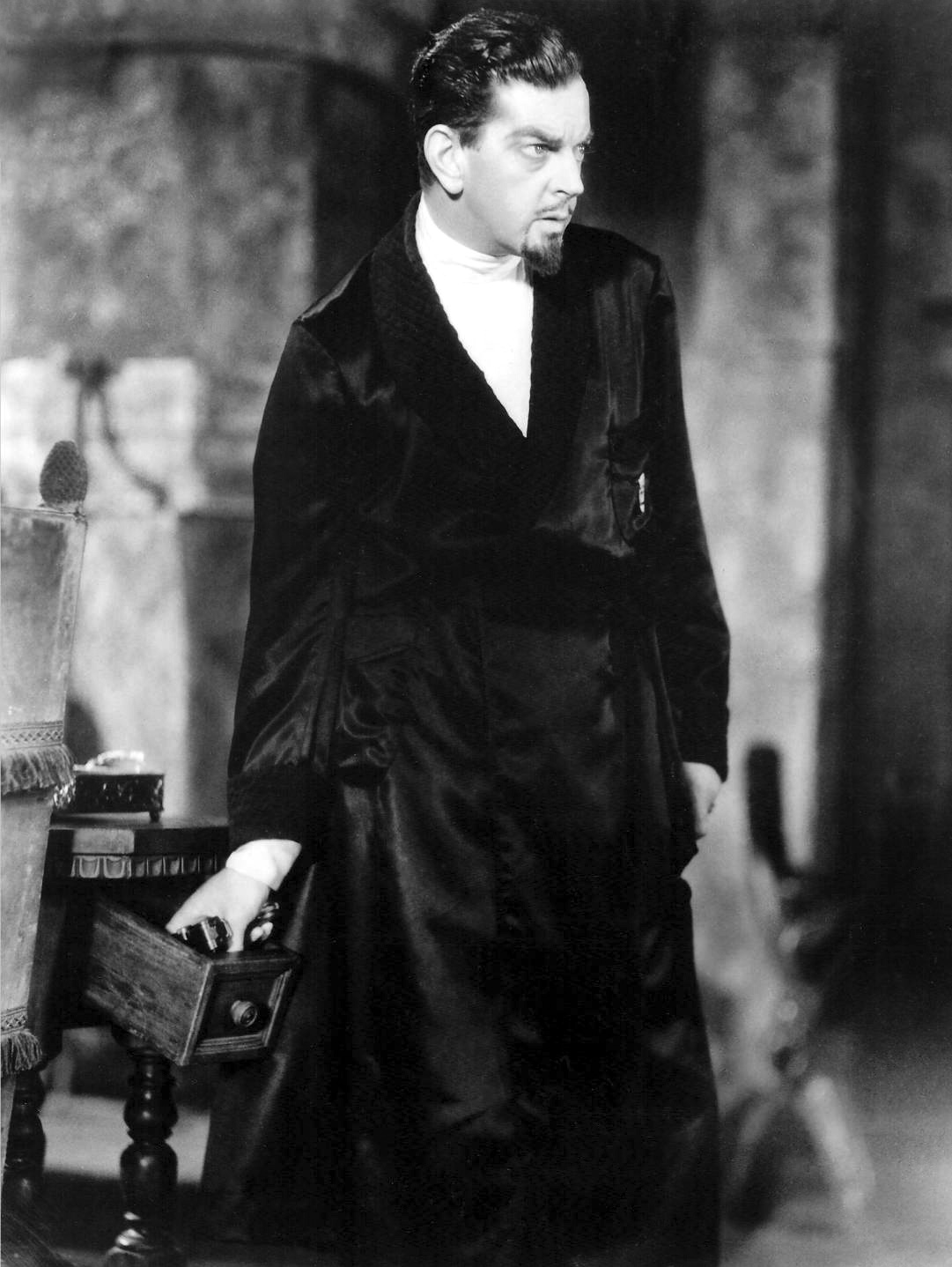
Leslie Banks († 21. April)

- 25. Januar: Polly Moran, US-amerikanische Schauspielerin (* 1883)

- 07. Februar: Philip G. Epstein, US-amerikanischer Drehbuchautor (* 1909)
- 19. Februar: Lawrence Grant, britischer Schauspieler (* 1870)

- 01. März: Gregory La Cava, US-amerikanischer Regisseur (* 1892)
- 07. März: Franz Seitz senior, deutscher Schauspieler, Regisseur und Drehbuchautor (* 1888)
- 11. März: Pierre Renoir, französischer Schauspieler (* 1885)

- 03. April: Russell Owen, US-amerikanischer Journalist (* 1889)
- 21. April: Leslie Banks, britischer Schauspieler (* 1890)

- 08. Mai: Richard Eichberg, deutscher Regisseur, Schauspieler und Produzent († 1952)
- 08. Mai: William Fox, US-amerikanischer Produzent (* 1879)
- 15. Mai: Albert Bassermann, deutscher Schauspieler (* 1867)
- 21. Mai: John Garfield, US-amerikanischer Schauspieler (* 1913)

- 01. Juni: Malcolm St. Clair, US-amerikanischer Regisseur (* 1897)
- 25. Juni: Svend Gade, dänischer Regisseur (* 1877)
- 27. Juni: Elmo Lincoln, US-amerikanischer Schauspieler (* 1889)

### Juli bis Dezember

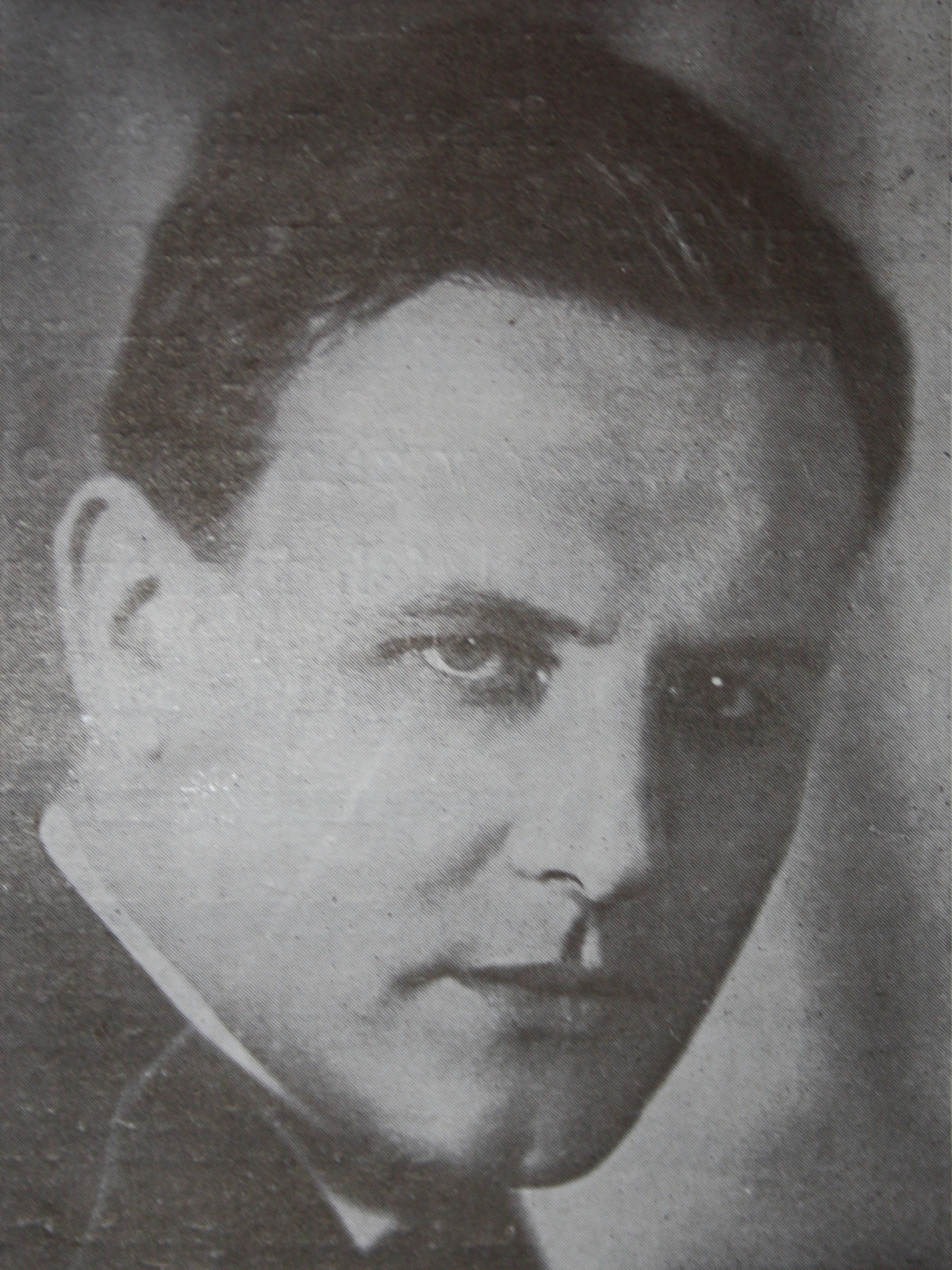
Karel Lamač († 2. August)

- 04. Juli: Karl Platen, deutscher Schauspieler (* 1877)
- 06. Juli: Gertrud Wolle, deutsche Schauspielerin (* 1891)

- 02. August: Karel Lamač, tschechischer Regisseur (* 1897)

- 06. September: Gertrude Lawrence, britische Schauspielerin (* 1898)
- 16. September: Louis Ralph, österreichischer Schauspieler und Regisseur (* 1878)
- 17. September: Fred Sauer, österreichischer Schauspieler und Regisseur (* 1886)

- 11. Oktober: Jack Conway, US-amerikanischer Regisseur (* 1887)
- 18. Oktober: Nathan Levinson, US-amerikanischer Tontechniker, Pionier des Tonfilms (* 1888)
- 20. Oktober: Basil Radford, britischer Schauspieler (* 1897)
- 23. Oktober: Susan Peters, US-amerikanische Schauspielerin (* 1921)
- 26. Oktober: Hattie McDaniel, US-amerikanische Schauspielerin (* 1893)

- 02. November: Henry Edwards, britischer Regisseur und Schauspieler (* 1883)
- 23. November: Fred Moore, US-amerikanischer Trickfilmzeichner (* 1911)

- 27. Dezember: Horst Caspar, deutscher Schauspieler (* 1913)
- 30. Dezember: Walter Lantzsch, deutscher Schauspieler (* 1888)